# Innerer Kitzinghof
Der Innere Kitzinghof ist ein Teilort von Bartholomä im Ostalbkreis in Baden-Württemberg.

## Lage und Verkehrsanbindung
Der Ort, der sieben Hausnummern hat, liegt etwa drei Kilometer westlich von Bartholomä auf einem langen, dort noch etwa einen Kilometer breiten Westsporn des Albuchs, einer Hochfläche der östlichen Schwäbischen Alb. Eine kleine Stichstraße von Osten her, die weiter zur Spornspitze hin auch den Äußeren Kitzinghof ans Verkehrsnetz anbindet, erschließt den Ort.

## Geschichte
Der Weiler wurde 1484 als Kytzingshof das erste Mal erwähnt. Der Ort, zu dieser Zeit vermutlich noch ein einzelner Hof, war Mittelpunkt der Güter des Gmünder Augustinerklosters auf dem Albuch. Zwischenzeitlich hieß der Ort nur Kitzing, wie auf der von 1818 bis 1840 angefertigten Württembergischen Urkarte zu sehen ist.
Bis 1812 gehörte der Ort zur Gemeinde Bargau.